# Cameron Smith

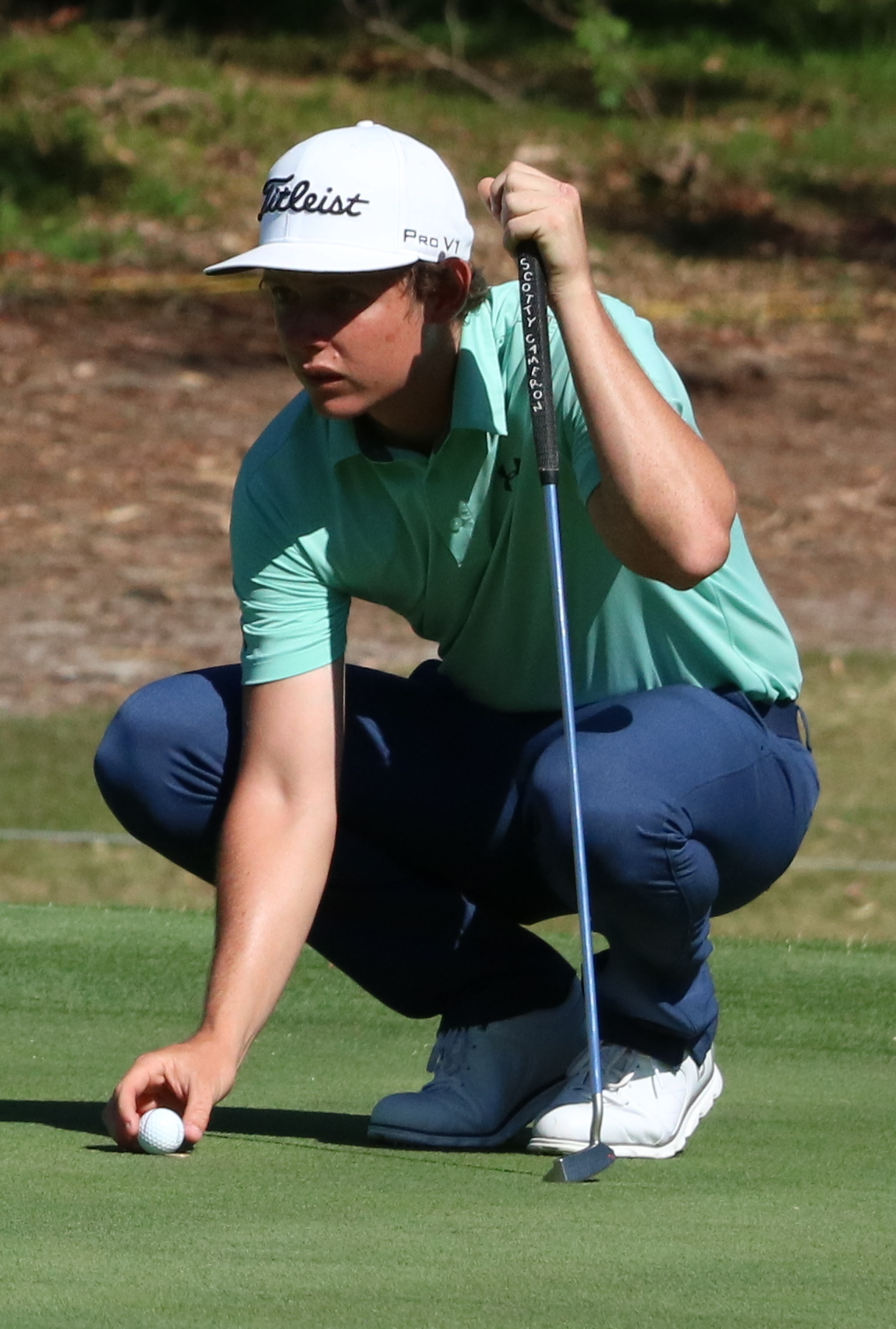
Cameron Smith, 2017.

Cameron Smith, född 18 augusti 1993 i Brisbane, är en australisk professionell golfspelare som spelar för Liv Golf sedan den 30 augusti 2022. Han har tidigare spelat bland annat för PGA Tour, PGA European Tour, PGA Tour of Australasia och Asian Tour.
Smith har vunnit sex PGA-vinster och tre European-vinster. Han vann 2022 års The Open Championship och The Players Championship, Smith blev även utsedd till PGA Player of the Year Award samma år. Smith har också kommit tvåa i 2020 års The Masters Tournament och delad fyra i 2015 års US Open.
Han deltog i 2019 års Presidents Cup och tävlade för Australien vid olympiska sommarspelen 2020 i Tokyo i Japan.
Den 30 augusti 2022 meddelades det att Smith hade skrivit på ett avtal med Liv Golf till ett värde av mer än 100 miljoner amerikanska dollar. Han var vid det tillfället världstvåa hos Official World Golf Rankings.